# Jan Kotwicki
Jan Kotwicki (ur. 3 października 1898 w Szyjeckiej Budzie, zm. 11 lipca 1943 w Chrynowie) – polski duchowny katolicki, ostatni proboszcz parafii rzymskokatolickiej w Chrynowie, zamordowany przez oddział UPA w ramach tzw. krwawej niedzieli na Wołyniu.

## Wczesne lata
Urodził się w 3 października 1898 r. w Szyjeckiej Budzie w powiecie żytomierskim w rodzinie rolników (zubożała szlachta) Celestyna i Petroneli z Mościckich. Gimnazjum ukończył w Żytomierzu i tam też w 1917 r. wstąpił do seminarium duchownego. W roku szkolnym 1921/1922 przyjął w seminarium duchownym w Gnieźnie święcenia kapłańskie: subdiakonat, diakonat i prezbiterat.

## Posługa kapłańska w Rosji sowieckiej
Po święceniach otrzymał nominację na wikariusza parafii katedralnej w Żytomierzu na terytorium Ukraińskiej Socjalistycznej Republiki Radzieckiej. W sierpniu 1922 r. udał się przez zieloną granicę na miejsce przeznaczenia. 4 listopada 1923 r. został aresztowany razem z proboszczem ks. Andrzejem Fedukowiczem. Po kilku tygodniach został zwolniony. 9 maja 1924 ponownie został uwięziony w Żytomierzu. W grudniu 1924 r. przewieziono go do więzienia w Charkowie. 22 września 1925 r. otrzymał wyrok trzech lat łagru na Wyspach Sołowieckich. W maju 1927 r. przewieziono go do więzienia na Butyrkach w Moskwie. 27 lipca 1927 r. zwolniony z zakazem przebywania w Moskwie, w guberniach: leningradzkiej, kijowskiej, charkowskiej, chersońskiej i północno-kaukaskim kraju. 3 stycznia 1928 r. – w ramach wymiany więźniów między Polską i ZSRR – razem z księżmi Zygmuntem Chmielnickim i Kazimierzem Sokołowskim wrócił do Polski.

## Posługa kapłańska w II RP
W latach 1929–1930 był wikariuszem w parafii Równem i Kowlu, jednocześnie administrował parafią Zasmyki. W latach 1931–1934 był proboszczem parafii Zofiówka (dek. łucki), od sierpnia 1934 r. – proboszczem parafii Białozórka (dek. Krzemieniec). W czerwcu 1935 r. został proboszczem parafii w Wyszogródku (dek. Krzemieniec). Na początku 1938 r. został przeniesiony na stanowisko proboszcza parafii Sokul (dek. Kołki). Od dnia 2 października 1941 r. mieszkał w Kowlu i obsługiwał parafie: Ratno, Buceń, Zabłocie i Niesuchojeże w dekanacie Kamień Koszyrski. 5 maja 1942 r. został proboszczem parafii Chrynów (dek. Włodzimierz Wołyński, diecezja łucka).

## Okoliczności śmierci
Ks. Jan Kotwicki odprawiał mszę świętą w Chrynowie 11 lipca 1943 r. o godz. 11:00, gdy kościół został zaatakowany przez oddziały UPA.
O losach proboszcza z Chrynowa zachowały się relacje świadków. Relacja byłego ministranta Zygmunta Abramowskiego:

Ksiądz rozpoczął sumę, ja z moim kolegą Jankiem Żebrowskim, stanęliśmy za drzwiami kaplicy. Razem z ludnością z poprzedniej mszy było około 200 osób (...). Po Podniesieniu zauważyłem, stojąc obok drzwi, podejrzany ruch. Zobaczyłem, że kilku banderowców ustawiło ręczny karabin maszynowy typu diechtiarow i poczęli strzelać do ludzi seriami i z pojedynczych karabinów. Rzucono również dwa granaty, które jednak nie wybuchły. (...) Ludzie zaczęli uciekać drzwiami bocznymi obok zakrystii i chóru. Kaplica jednak otoczona była szczelnie i bez przerwy rozlegały się strzały. (...) trwał krzyk, jęki i rozdzierający uszy wrzask dzieci. Ksiądz [Jan Kotwicki] od ołtarza w szatach liturgicznych wraz z innymi kobietami uciekał przez zakrystię, ale na zewnątrz wszyscy zostali zabici”.

Zwłoki księdza Kotwickiego 14 lipca 1943 r. zabrała furmanką jego ocalała z masakry siostra i dwie pomagające jej kobiety do Włodzimierza Wołyńskiego, gdzie został pochowany na cmentarzu parafialnym.

## Ordery i odznaczenia
- Srebrny Krzyż Zasługi (11 listopada 1936)[7]

## Upamiętnienia
Osoba ks. Kotwickiego została upamiętniona w 2006 r. na tablicy pamiątkowej „Księża wołyńscy zamordowani przez OUN-UPA w latach 1939–1944” wmurowanej w ścianę Kaplicy Wołyńskiej w Sanktuarium Matki Bożej Bolesnej Królowej Polski w Kałkowie-Godowie, oraz w 2014 r. na pomniku „Pamięci księży z kresów wschodnich RP pomordowanych przez OUN-UPA w latach 1939–1947” wystawionym przed kościołem pw. Wniebowzięcia Najświętszej Marii Panny w Czerwonej Wodzie. Inną formę upamiętnienia stanowią krążące po Polsce wystawy „Niedokończone Msze wołyńskie” oraz rokrocznie odprawiana 11 lipca w łuckiej katedrze z inicjatywy ordynariusza diecezji łuckiej bp Marcjana Trofimiaka niedokończona Msza św.